# Kazurō Inoue
Kazurô Inoue (井上 和郎, Inoue Kazurou) est un mangaka japonais.
Né le 1er mai 1972, il a été reconnu pour son manga Dream Security Mao (Dream Security, マオ) au 40e Rookie Comic Awards. Après avoir été l'assistant de Kazuhiro Fujita pendant cinq ans, il a publié son premier manga Heat Wave dans le Shōnen Sunday Super pendant une courte période.
Il est principalement connu pour son manga Midori Days (美鳥の日々, Midori no Hibi), qui a été adapté en série animée de treize épisodes, moins d'un an après, par le studio Pierrot

## Œuvres
- Midori Days (2003-2004, Kurokawa)
- Love & Collage (2005-2008, Kurokawa)
- Undead (2009-2010, Akata)